# Galiy Adilbekov
 (mai 2024).
 (février 2024).
La mise en forme du texte ne suit pas les recommandations de Wikipédia : il faut le « wikifier ».
Les points d'amélioration suivants sont les cas les plus fréquents :
- Les titres sont pré-formatés par le logiciel. Ils ne sont ni en capitales, ni en gras.
- Le texte ne doit pas être écrit en capitales (les noms de famille non plus), ni en gras, ni en italique, ni en « petit »…
- Le gras n'est utilisé que pour surligner le titre de l'article dans l'introduction, une seule fois.
- L'italique est rarement utilisé : mots en langue étrangère, titres d'œuvres, noms de bateaux, etc.
- Les citations ne sont pas en italique mais en corps de texte normal. Elles sont entourées par des guillemets français : « et ».
- Les listes à puces sont à éviter, des paragraphes rédigés étant largement préférés. Les tableaux sont à réserver à la présentation de données structurées (résultats, etc.).
- Les appels de note de bas de page (petits chiffres en exposant, introduits par l'outil «  Source ») sont à placer entre la fin de phrase et le point final[comme ça].
- Les liens internes (vers d'autres articles de Wikipédia) sont à choisir avec parcimonie. Créez des liens vers des articles approfondissant le sujet. Les termes génériques sans rapport avec le sujet sont à éviter, ainsi que les répétitions de liens vers un même terme.
- Les liens externes sont à placer uniquement dans une section « Liens externes », à la fin de l'article. Ces liens sont à choisir avec parcimonie suivant les règles définies. Si un lien sert de source à l'article, son insertion dans le texte est à faire par les notes de bas de page.
- La présentation des références doit suivre les conventions bibliographiques. Il est recommandé d'utiliser les modèles {{Ouvrage}}, {{Chapitre}}, {{Article}}, {{Lien web}} et/ou {{Bibliographie}}. Le mode d'édition visuel peut mettre en forme automatiquement les références.
- Insérer une infobox (cadre d'informations à droite) n'est pas obligatoire pour parachever la mise en page.

Pour une aide détaillée, merci de consulter Aide:Wikification.
Si vous pensez que ces points ont été résolus, vous pouvez retirer ce bandeau et améliorer la mise en forme d'un autre article.
Galiy Adilbekovitch Adilbekov (russe : Галий Адильбекович Адильбеков), né le 1er janvier 1908 dans l'oblast de Semipalatinsk (Kazakhstan, URSS), et mort le 21 novembre 1943 dans le raïon de Kaniv (en) ou à Lukovytsia en Ukraine, est un chef militaire soviétique d'origine kazakhe, maître du combat de chars, participant à la Grande Guerre patriotique, lieutenant-colonel de la garde (1942), commandant d'une brigade de chars distincte.
Au moment de sa mort, le seul représentant des peuples d'Asie centrale, le commandant d'un régiment de chars de percée distinct de la garde, ainsi que le commandant d'une brigade de chars distincte.
Même au début de la guerre il avait deux publications indépendantes à son sujet dans les journaux centraux de l'URSS - le 5 septembre 1941 dans le journal Vechernyaïa Moskva et le 13 septembre 1941 dans le journal Izvestia.
Avant le début de la Seconde Guerre mondiale, Adilbekov a étudié à l'Académie militaire des forces blindées à Moscou dont il sera le seul Kazakh diplômé de cette académie.
Son ami et compagnon d'arme le capitaine Yakubovsky Deviendra plus tard maréchal de l'URSS, premier vice-ministre de la Défense de l'URSS et pour finir commandant en chef des troupes du pacte de Varsovie.

## Biographie
Gali Adilbekovich s'est porté volontaire pour l'Armée rouge en 1925. Bientôt, il fut envoyé étudier dans une école militaire (Front du Turkestan). En 1928, parmi les premiers diplômés commandants de cavalerie, il sort avec succès de l'École supérieure d'infanterie de Tachkent.
En 1931, il termine sa formation à l'École supérieure des officiers blindés de Leningrad.

## Front de l'Est (Seconde Guerre mondiale)
Depuis le début de la Grande Guerre patriotique, Galiy Adilbekovich est le commandant d'un bataillon de chars du 102e régiment de chars.
Déjà le 8 juillet 1941, c'est-à-dire deux semaines après le début de la guerre, le régiment arrive dans la zone de concentration de Khomena, à Joukovo, au sud-est de Nevel. Et un jour plus tard, sans couverture aérienne, sous des bombardements constants, il entre dans la bataille de Vitebsk. La tâche consistait à éliminer l'ennemi qui avait capturé l'aérodrome de la ville de Vitebsk. Lors de l'attaque, le véhicule du commandant de bataillon Adilbekov fut le premier ; il entoura les chars allemands sur trois côtés et détruisit plus d'une compagnie de chars ennemis. Avec une attaque nocturne rapide, les pétroliers repoussèrent les Allemands et l'infanterie occupa l'aérodrome après les chars. Attaquant à plusieurs reprises les véhicules, ils sont sortis de la bataille avec un minimum de carburant. Ensuite, ils ont dû rencontrer des chars ennemis avec des chars presque vides, car la contre-offensive allemande a commencé dès le lendemain matin.
Le 14 juillet, le capitaine Adilbekov reste pour couvrir le retrait des unités soviétiques. À cette époque, seuls le quartier général de la 19e armée et les quartiers généraux de trois corps étaient stationnés près de Vitebsk.
L'exploit accompli lors de ces batailles se reflétait déjà à l'été 1941 dans l'article Commandant Adilbekov, écrit pour le journal de l'Armée rouge Na vraga. À l'été 1941, il fut nommé pour un prix gouvernemental.
En juillet 1941, Galiy Adilbekovich était le commandant d'un bataillon de chars de la 110e division de chars. Participant aux batailles au cours desquelles la division a attaqué la 7e Panzerdivision allemande dans le but d'atteindre Smolensk et de lever le blocus des armées encerclées. Après la réorganisation de la division en 141e et 142e brigades de chars, de fin août à fin octobre 1941, le capitaine G. A. Adilbekov commanda le 1er bataillon de chars de chars lourds et moyens de la 141e brigade de chars.
Le 31 août, à 18 km à l'ouest de Troubchevsk, s'est déroulée l'une des premières batailles massives de chars, qui a duré jusqu'au 8 septembre. La 141e brigade de chars et la 108e division de chars soviétiques (environ 200 chars) entrèrent en bataille avec les forces supérieures du 47e corps de Heinz Guderian (plus de 300 chars). La 141e brigade fut envoyée d'urgence pour percer la 108e division, qui menait de violents combats alors qu'elle était encerclée (Le futur inventeur M. Kalachnikov a combattu dans cette division à ce moment-là).
Les chars de la 141e brigade sont entrés au combat directement depuis les trains ferroviaires, sans avoir le temps de se déployer en formations de combat. Cela a permis de restaurer la position des troupes de la 13e armée, de la reconstituer et, avec la 3e armée, de reprendre le combat.
L'avancée de l'ennemi allemand fut stoppée ici et, avec les 13e et 3e armées, fut repoussée jusqu'au fleuve Sudost, sur une distance de plus de 40 km. 16 villes ont été libérées.
Puis, en août-septembre 1941, c’était très important. Et à la mi-septembre 1941, l'ennemi n'avait pratiquement rien à combattre dans ces lieux. Tous les quatre des cinq chars de Guderian ont été détruits. Auparavant, il avait pris les villes de la région de Briansk en 1 à 2 jours, mais la défense de Troubchevsk, y compris le « chaudron Troubchevsky », durera deux mois.
Le colonel-général Heinz Wilhelm Guderian écrira dans son livre de mémoires sur les batailles entre Pochep et Troubchevsk : « …Ici, nous avons rencontré pour la première fois la résistance fanatique des Russes ».
À la suite de la contre-offensive soviétique, le front fut bouleversé et des combats eurent lieu dans toutes les directions. Le bataillon de chars de G. Adilbekov a été encerclé, mais a continué à mener à bien sa mission de combat. Il n’a pas abandonné son équipement militaire et ne s’est pas rendu, comme beaucoup l’ont fait au début de la guerre. Après avoir détruit la colonne de chars ennemie, qui était nettement supérieure en nombre, son bataillon a détruit les arrières, les unités militaires et les effectifs de l'ennemi.
Ainsi, il a répété l'exploit du célèbre as des chars français Pierre Billotte.

En sortant du « chaudron » avec des combats continus, le commandant a réussi à sauver tous ses chars sans en perdre un seul. Extrait de la feuille de récompense de l'ordre du Drapeau rouge : « Pendant la période d'encerclement, le camarade Adilbekov, avec véhicules de combat, a tenu une colonne de chars allemands et avec un groupe de pétroliers a hardiment détruit les chars ennemis. Il a dirigé un groupe de pétroliers hors de l'encerclement, détruisant les lignes arrière ennemies en cours de route, le camarade Adilbekov a conduit un groupe de pétroliers hors de l'encerclement sans pertes, avec des armes et des documents. »

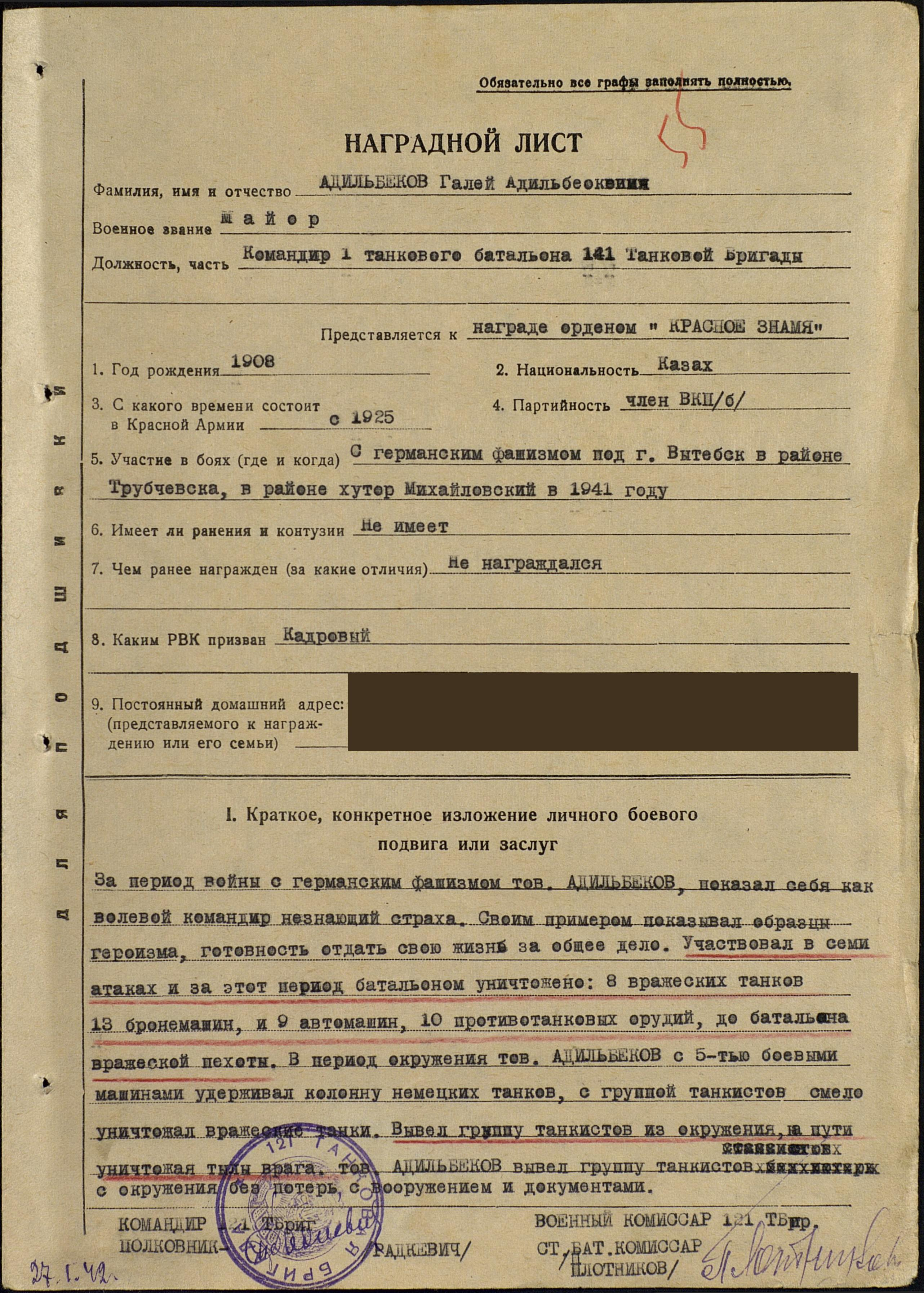
Remise à G. A. Adilbekov le 27 janvier 1942 de l'Ordre du Drapeau rouge

Après ces combats acharnés, presque toute la 141e brigade de chars, dans laquelle servait Galiy Adilbekovich, étant en contre-attaque constante pour contenir l'avancée allemande, fut complètement saignée et les survivants furent inclus dans la 121e brigade de chars.
En novembre 1941, le capitaine G.A. Adilbekov a été nommé commandant du 121e régiment de chars de la 121e brigade de chars du front sud-ouest,,.
Puis, le 14 décembre 1941, il transféra ce poste au capitaine I. I. Yakubovsky.
Depuis le 27 mars 1942, le major Galiy Adilbekov est commandant adjoint de la 121e brigade blindée distincte. Il a maintenant succédé à ce poste du major Yakubovsky, qui a pris le commandement de la 91e brigade de chars. Son compagnon d'armes et ami I. Ya. Yakubovsky (futur maréchal, deux fois héros de l'Union soviétique, commandant en chef des forces armées unies des États du Pacte de Varsovie) a rappelé avec beaucoup de chaleur G. Adilbekov dans ses mémoires.
En mai 1942, Galiy Adilbekovich étudie à Moscou à l'Académie militaire pour suivre des cours de perfectionnement pour le personnel de commandement, après quoi il crée la 47e brigade de chars (II formation).
Le 26 juillet 1942, le lieutenant-colonel G. A. Adilbekov fut nommé commandant de la 47e brigade de chars distincte (II f.),.
Il s'est illustré lors de la Bataille de Stalingrad. Au cours de ces batailles, le char de G. Adilbekov a été touché, il a été de nouveau blessé, brûlé dans le char et a survécu. Pour ses exploits accomplis, il a reçu une montre personnalisée.
Pendant son traitement, après avoir été grièvement blessé, il termine ses études à l'Académie des Forces Blindées, interrompues par la guerre.
En 1943, le lieutenant-colonel de la garde G. A. Adilbekov commandait le 47e régiment de chars des gardes séparées.